# Jerzy Horwath
Jerzy Horwath (ur. 15 lutego 1949 w Jarosławiu, zm. 18 maja 2018 w Sztokholmie) – polski pianista, kompozytor, producent muzyczny. Przed laty filar krakowskiej grupy Dżamble.

## Życiorys
Ukończył Liceum Muzyczne w Krakowie. W 1967 roku wystąpił na festiwalu Jazz nad Odrą z zespołem dixielandowym Playing Family (I nagroda w kategorii zespołów tradycyjnych). Jego najważniejsze dokonania, wiążą się z krakowską grupą Dżamble (1966–1967, 1968–1972), która obok formacji Bemibek była wówczas czołowym polskim przedstawicielem jazz-rocka tamtych lat. Pianista był jednym ze współzałożycieli zespołu. Nagrywał z nim w Polskim Radiu i realizował nagrania na potrzeby programów TVP oraz zarejestrował longplay, pt. Wołanie o słońce nad światem (jest autorem połowy kompozycji zawartych na krążku – autorem drugiej połowy jest Marian Pawlik) i zdobył II nagrodę w kategorii instrumentalistów na festiwalu Jazz nad Odrą '71, zaś Dżamblom wręczono nagrodę specjalną. W 1971 roku rozpoczął studia w Akademii Muzycznej w Krakowie, lecz przerwał je w 1973 roku ze względu na emigrację do Szwecji, gdzie mieszkał do końca życia. Prowadził tam zespół Jerry H. Band oraz współpracował, m.in. z piosenkarką Teresą Tutinas (jako kompozytor i producent albumu Wbrew pozorom...) i skrzypaczką Moną Rosel. Od 2007 roku brał udział w okazjonalnych koncertach Dżambli. Ostatni występ miał miejsce dwa tygodnie przed jego śmiercią (30 kwietnia 2018, sala NOSPR).